# Dease Creek
Dease Creek är ett vattendrag i Kanada.   Det ligger i provinsen British Columbia, i den centrala delen av landet, 3 900 km väster om huvudstaden Ottawa. Dease Creek ligger vid sjön Dease Lake.
Trakten runt Dease Creek är nära nog obefolkad, med mindre än två invånare per kvadratkilometer.